# Rhodeus lighti
Rhodeus lighti är en fiskart som först beskrevs av Wu, 1931.  Rhodeus lighti ingår i släktet Rhodeus och familjen karpfiskar. IUCN kategoriserar arten globalt som livskraftig. Inga underarter finns listade i Catalogue of Life.